# 311
Năm 311 là một năm trong lịch Julius. 

## Sự kiện
- Quân nước Hán Triệu tộc Hung Nô đánh chiếm kinh thành Lạc Dương của nhà Tây Tấn ở Trung Quốc, bắt sống Tấn Hoài Đế.